# S5 (Berlijn)
De S5 is een lijn van de S-Bahn van Berlijn. De lijn verbindt Strausberg in de deelstaat Brandenburg met station Westkreuz aan de rand van het stadsdeel Charlottenburg. De lijn loopt door Berlijn via onder andere de stations Lichtenberg, Ostkreuz, Friedrichstraße en het Hauptbahnhof. De lijn telt 30 stations en heeft een lengte van 48,8 kilometer; de reistijd over de gehele lijn bedraagt 78 minuten. De lijn wordt uitgevoerd door de S-Bahn Berlin GmbH, een dochteronderneming van de Deutsche Bahn.
De spoorverbinding maakt van oost naar west gebruik van het traject van een korte spoorlijn in Strausberg, de spoorlijn tussen Berlijn en de Poolse grens bij Küstriner Vorland en de Stadtbahn.